# باشگاه فوتبال جنوب اهواز
باشگاه فوتبال جنوب اهواز یک باشگاه فوتبال ایرانی بود که در تاریخ ١١ اسفندماه سال ١٣۴٩ در اهواز بنیانگذاری شد. باشگاه جنوب که پس از سقوط به دسته پایین‌تر با مشکلات عدیده مالی مواجه بود، تنها راه بقا را واگذاری امتیاز به شرکت فولاد خوزستان دید؛ انتقالی که به تغییر نام باشگاه از جنوب اهواز به باشگاه فوتبال فولاد خوزستان همراه بود و پس از آن با نام و مدیریت جدید در مسابقات شرکت کرد.
البته که این تغییر تأثیری در جایگاه این تیم نزد هواداران نداشت و آنها همچنان به حمایت از تیم محبوب خود ادامه دادند. 
رنگ لباس جنوب اهواز قرمز بود و نخستین شهرآورد قرمز–آبی اهواز را در سال ۱۳۶۸ با استقلال اهواز برگزار کرد و ۲–۰ مغلوب شد.
این باشگاه در همان ابتدای برگزاری لیگ سراسری و یکپارچه کشور در سال ١٣۶٨ با نام جام قدس و پس از آن لیگ آزادگان در آن حضور داشت و در کل تا قبل از آغاز لیگ برتر در ١٠ دوره از ١١ دوره برگزار شده در سطح اول فوتبال ایران حضور داشت که ۶ دوره آن را با نام جنوب اهواز و ۴ دوره را با نام فولاد در مسابقات شرکت کرد.
جنوب اهواز یک بار در سال ۱۳۷۲ توانست به فینال جام حذفی فوتبال ایران برسد که در فینال مغلوب سایپا شد و دستش از جام دور ماند. این باشگاه همچنین یک بار حضور در جام برندگان جام آسیا را به عنوان نماینده فوتبال ایران تجربه کرد و تا مرحله یک‌چهارم نهایی بالا رفت اما در برابر الشعب امارات حذف شد.این تیم جوانان زیادی را به فوتبال خوزستان ..از جمله فرزاد آهک‌پور- مهرداد داراب پور- عبدالرضا مهی پور- عادل حردانی- علی ناصری-رحیم حلفی- عزیز فریسات-سید عباس سیاحی-سید عبدالحسین سیاحی به فوتبال خوزستان معرفی کرد..و از مربیانی چون لفته سه برادران و مجید باقری نیا استفاده کرد.

## نتایج در لیگ
| فصل     | بازی | برد | مساوی | باخت | گل‌زده | گل‌خورده | امتیاز | رتبه        | توضیحات                    |
| ------- | ---- | --- | ----- | ---- | ----- | ------- | ------ | ----------- | -------------------------- |
| ۶۹–۱۳۶۸ | ۲۰   | ۸   | ۵     | ۷    | ۲۰    | ۲۰      | ۲۱     | ۶ در گروه ۱ |                            |
| ۱۳۷۰    | ۲۲   | ۷   | ۸     | ۷    | ۲۵    | ۲۶      | ۲۲     | ۵           |                            |
| ۱۳۷۱    | ۱۴   | ۶   | ۳     | ۵    | ۱۳    | ۱۳      | ۱۵     | ۵ در گروه ۱ |                            |
| ۱۳۷۲    | ۲۶   | ۱۳  | ۵     | ۸    | ۳۳    | ۲۱      | ۳۱     | ۳           | راهیابی به جام در جام آسیا |
| ۱۳۷۳    | ۲۲   | ۶   | ۱۲    | ۴    | ۲۳    | ۱۹      | ۲۴     | ۵ در گروه ۱ |                            |
| ۱۳۷۴    | ۳۰   | ۹   | ۹     | ۱۲   | ۲۶    | ۳۹      | ۳۶     | ۱۳          | سقوط                       |
| منبع    |      |     |       |      |       |         |        |             |                            |

## حضور در آسیا
جنوب اهواز که در سال ۱۳۷۲ نایب‌قهرمان جام حذفی فوتبال ایران شده‌بود، به دلیل قهرمانی دوگانه سایپا در این جام و لیگ آزادگان ۱۳۷۲؛ به عنوان نماینده فوتبال ایران در جام در جام آسیا انتخاب شد و در فصل ۱۹۹۵–۱۹۹۴ این جام شرکت کرد. جنوب اهواز به دلیل حمایت مالی با نام آب‌وخاک جنوب و نورد لوله اهواز در این جام شرکت کرد.
| فصل     | تورنمنت         | نتیجه          | بازی | برد | مساوی | باخت | زده | خورده |
| ------- | --------------- | -------------- | ---- | --- | ----- | ---- | --- | ----- |
| ۱۹۹۴-۹۵ | جام برندگان جام | یک چهارم نهایی | ۴    | ۱   | ۲     | ۱    | ۲   | ۲     |

| مرحله         | حریف    | بازی رفت    | بازی برگشت  | نتیجه کلی | توضیحات                          |
| ------------- | ------- | ----------- | ----------- | --------- | -------------------------------- |
| دور اول       | استراحت | استراحت     | استراحت     | استراحت   | استراحت                          |
| دور دوم       | تراز    | ۰-۱ (خانگی) | ۱-۰         | ۱-۱       | برد ۵-۴ در ضربات پنالتی          |
| یک‌چهارم نهایی | الشعب   | ۰-۰         | ۱-۱ (خانگی) | ۱-۱       | باخت با قانون گل‌زده در خانهٔ حریف |
| منبع          |         |             |             |           |                                  |

## افتخارات
- جام حذفی فوتبال ایران[۴]
  - نایب‌قهرمانی (۱): ۱۳۷۲